# الإمبريالية أعلى مراحل الرأسمالية
الإمبريالية أعلى مراحل الرأسمالية، كتاب من تأليف فلاديمير إيليتش أوليانوف (فلاديمير لينين)
كتاب الإمبريالية أعلى مراحل الرأسمالية، هو تحليل للفترة التاريخية التي تلت الحرب العالمية الأولى، وفق [المادية الجدلية] لماركس، حيث قامت الدول المنتصرة باستعمار العديد من دول العالم الثالث، لتتقاسم ثرواتها وأسواقها، هو كتاب في الاقتصاد السياسي والسياسة.
ما زال اتباع الماركسية اللينينية، يعتبرون كتاب الإمبريالية أعلى مراحل الرأسمالية أحد أركان الفكر الماركسي اللينيني، وأحد أعمدته، وهناك من يقول كان هذا الكتاب تشريعا للقفز فوق الحالة الرأسمالية في روسيا القيصرية، التي انتقلت من الإقطاعية إلى الاشتراكية، رغم أن أكثر الأصوات تقول أنه لا تناقض بين الإمبريالية والكوسموبوليتية وخصوصاً أن الشركات اللاقومية هي صيغة جديدة للاستعمار الحديث في منظور العديد من الباحثين.

## أقسام الكتاب
الفصل الأول: الاحتكارات وتمركز الإنتاج
الفصل الثاني: البنوك ودورها الجديد
الفصل الثالث: الرأسمال المالي والطغمة المالية
الفصل الرابع: تصدير الرأسمال
الفصل الخامس: اقتسام العالم بين اتحادات الرأسماليين
الفصل السادس: اقتسام العالم بين الدول الكبرى
الفصل السابع: الإمبريالية مرحلة خاصة في الرأسمالية
الفصل الثامن: طفيلية الرأسمال وتعفنها
الفصل التاسع: انتقاد الإمبريالية
الفصل العاشر: مكان الإمبريالية في التاريخ
طبعا العناوين لا تغني عن قراءة الكتاب لكن من عناوين الكتاب نجد في الفصل السابع عنوان الإمبريالية مرحلة خاصة في الرأس مالية والتي عنوانها قد يثير كل لبس حول المصطلح.

## وصلات خارجية
- الإمبريالية أعلى مراحل الرأسمالية على موقع الموسوعة البريطانية (الإنجليزية)

الكتاب كامل باللغة العربية
لم يتم العثور على روابط لمواقع التواصل الاجتماعي.